# Cosma Shiva Hagen
Cosma Shiva Hagen (Los Ángeles, 17 de mayo de 1981) es una actriz y modelo alemana nacida en Estados Unidos.

## Biografía
Nació en Los Ángeles, California, hija de la cantante Nina Hagen.
A los 15 años dejó la escuela para dedicarse a la actuación.
En el año 1996 apareció en una producción internacional de nombre Crash Kids.
Famosa en su país desde el año 1998 por su rol en la comedia Das merkwürdige Verhalten geschlechtsreifer Großstädter zur Paarungszeit. 
Participó como a actriz de doblaje en la película animada de Disney Mulan (en su versión en alemán).

## Filmografía
- Crash Kids (1996)
- Das merkwürdige Verhalten geschlechtsreifer Großstädter zur Paarungszeit (1998)
- Der Laden (1998)
- Todesengel (1998)
- Mulan (1998, voz de doblaje en alemán)
- Sweet Little Sixteen (1999)
- Marlene (2000)
- Die fabelhaften Schwestern (2001)
- Das letzte Versteck (2002)
- Dirty Sky (2002)
- Nachtschicht - Amok (2003)
- 7 Zwerge – Männer allein im Wald (2004)
- 7 Zwerge – Der Wald ist nicht genug (2006)
- Karol Wojtyla - Geheimnisse eines Papstes (2006)
- Fire (2008)
- Der Bibelcode (2008)